# Isopterygium taylorii
Isopterygium taylorii là một loài Rêu trong họ Hypnaceae. Loài này được Sim mô tả khoa học đầu tiên năm 1926.